# ポール・クリス・マクベイ
ポール・クリス・マクベイ（英: Paul Chris McVay、11月16日生まれ）は、イギリスの言語学者・英語教育者。麗澤大学特任教授。

## 経歴
イギリスのプレスコット出身のアイルランド系。オックスフォード大学で修士号を取得する。イギリス、スペイン、そしてオーストラリアで英語教育に携わる。『コンパスローズ英和辞典』、『ネィティブスピーカーシリーズ』など、大西泰斗との多くの共著を出す。NHK教育テレビの多くの語学番組に出演し、大西と共演する。

## 人物
英語、フランス語、スペイン語に通じている。
英文法や英会話に関する著書を多数執筆している。
研究テーマは「ネイティブ･スピーカーの直感とイメージ能力に基づいた、英文法への新たなアプローチ」（A new approach to English Grammar based on native speakers’ intuition and image-power）。

## 連載
- NHKテキスト『ラジオ英会話』で2021年4月号から「Chris’s Ramblings クリスの英語でよもやま話」を連載している。

## 出演

### ラジオ
- ラジオ英会話（NHKラジオ第2放送、2018年～2023年[4]）

### TV
- 3か月トピック英会話 ハートで感じる英文法（NHK Eテレ、2005年度）
- 3か月トピック英会話 ハートで感じる英文法 会話編（NHK Eテレ、2006年度）
- 新3か月トピック英会話 出張！ハートで感じる英語塾（NHK Eテレ、2007年度）
- ハートで話そう！マジカル英語塾（NHK Eテレ、2009年度）
- 大西泰斗の英会話☆定番レシピ（NHK Eテレ、2021年～）

## 共著
- 大西泰斗『ネイティブスピーカーの英文法―英語の感覚が身につく』研究社、1995年。
- 大西泰斗『ネイティブスピーカーの英会話―英語の感覚が身につく』研究社、1996年。
- 大西泰斗『ネイティブスピーカーの前置詞―ネイティブスピーカーの英文法〈2〉』研究社、1996年。
- 大西泰斗『ネイティブスピーカーの英語感覚』研究社、1997年。
- 大西泰斗『いつのまにか身につくイメージ英語革命』講談社〈Kodansha sophia books〉、1998年。
- 大西泰斗『ネイティブスピーカーの単語力〈1〉基本動詞』研究社〈Native speaker series〉、1999年。
- 大西泰斗『ネイティブスピーカーの単語力〈2〉動詞トップギア』研究社〈Native speaker series〉、1999年。
- 大西泰斗『ネイティヴの感覚がわかる英文法―読む、見る、つかむ英文法の要点64』ノヴァ〈Nova books〉、2001年。
- 大西泰斗『English brain force』DHC教育事業部、2002年。 - PC教材
- 大西泰斗『ネイティブスピーカーの単語力〈3〉形容詞の感覚』研究社〈Native speaker series〉、2003年。
- 大西泰斗『みるみる身につく! イメージ英語革命』〈講談社+α文庫〉2005年。
- 大西泰斗『ネイティブスピーカーの英文法絶対基礎力』研究社〈Native speaker series〉、2005年。
- 大西泰斗『ハートで感じる英文法 - NHK 3か月トピック英会話』NHK出版〈語学シリーズ〉、2006年。
- 大西泰斗『ハートで感じる英文法〈会話編〉 - NHK 3か月トピック英会話』NHK出版〈語学シリーズ〉、2006年。
- 大西泰斗『ハートで感じる英語塾〈英語の5原則編〉 - NHK新3か月トピック英会話』NHK出版〈語学シリーズ〉、2008年。
- 大西泰斗『英語のバイエル〈初級〉 - これで話せる!』NHK出版〈CD book〉、2008年。
- 大西泰斗『英単語イメージハンドブック』青灯社、2008年。
- 大西泰斗『大西泰斗のイメージ英文法 : English brain force』DHC、2009年。 - DVDブック
- 大西泰斗『恋人たちの英語のバイエル―文法いらずの会話教本』朝日新聞出版〈Aera Englishブックシリーズ〉、2009年。
- 大西泰斗『大西泰斗のイメージ英文法 応用編』DHC、2010年。
- 大西泰斗『ハートで話そう! マジカル英語塾 - 英語のバイエル 初中級』NHK出版〈語学シリーズ〉、2010年。
- 大西泰斗『大西泰斗のイメージ英文法問題集 : English brain force』DHC、2010年。
- 大西泰斗『一億人の英文法―すべての日本人に贈る「話すため」の英文法』ナガセ〈東進ブックス〉、2011年。
- 大西泰斗『たった12単語でわかる英語のきもち―DVD付』KADOKAWA、2013年。
- 大西泰斗『しごとの基礎英語 ビジネスに自信がつく英会話フレーズ300』NHK出版〈語学シリーズ NHK CD book〉、2015年。
- 大西泰斗『NHK しごとの基礎英語 DVDブック』宝島社、2015年。
- 大西泰斗『大西泰斗 コミュニケーション力をみがく英会話メソッド - しごとの基礎英語』NHK出版〈NHK CD book〉、2016年。
- 大西泰斗、デイビッド・エバンス『英語表現 WORD SENSE 伝えるための単語力』桐原書店、2018年。
- 赤須　薫（編集）／大西泰斗、ポール・マクベイ「語のイメージ」監修　『コンパスローズ英和辞典』、2018年11月19日[5]。
- 大西泰斗『NHKラジオ英会話 英文法パーフェクト講義 音声DL BOOK』 上、NHK出版〈語学シリーズ〉、2019年。
  - 大西泰斗『NHKラジオ英会話 英文法パーフェクト講義 音声DL BOOK』 下、NHK出版〈語学シリーズ〉、2019年。
- 大西泰斗『総合英語FACTBOOK これからの英文法』桐原書店、2019年。
- 大西泰斗『大西泰斗特別講義DVD付 総合英語FACTBOOK 例文完全マスター』桐原書店、2019年。
- 大西泰斗『NHKラジオ英会話 英単語基本イメージ集中講義 - 音声DL BOOK 語学シリーズ』NHK出版、2020年。
- 大西泰斗『NHKラジオ英会話 英会話 話を組み立てるパワーフレーズ トレーニング編 - 音声DL BOOK 語学シリーズ』NHK出版、2021年。
- 大西泰斗『NHKラジオ英会話 英会話 話を組み立てるパワーフレーズ 講義編 - 音声DL BOOK 語学シリーズ』NHK出版、2021年。